# Hits (альбом Spice 1)
Hits — перша збірка найкращих пісень американського репера Spice 1, випущена лейблом Jive Records 10 листопада 1998 р. Реліз містить пісні з попередніх альбомів виконавця й 2 невиданих треки «Balls 'N Brains» і «Nobody Want Work». Пізніше вийшли Hits II: Ganked & Gaffled (2001), Hits 3 (2002). Артдиректор: Petter Design. Мастеринг: Том Койн. Фотографи: Кріс Рейсіґ, Ліза Тейлор.

## Список пісень
1. «Welcome to the Ghetto» — 4:09 (зі Spice 1)
2. «Trigga Gots No Heart» — 3:07 (із саундтреку Загроза суспільству)
3. «The Murda Show» (з участю MC Eiht) — 4:27 (з 187 He Wrote)
4. «Balls 'n Brains» — 3:38
5. «Dirty Bay» — 4:23 (з 1990-Sick)
6. «187 Proof» — 3:50 (з Spice 1)
7. «In My Neighborhood» — 3:42 (з Spice 1)
8. «Jealous Got Me Strapped» (з участю 2Pac) — 4:36 (з AmeriKKKa's Nightmare)
9. «Trigga Happy» — 3:11 (з 187 He Wrote)
10. «The Thug in Me» — 3:36 (з The Black Bossalini)
11. «1990-Sick (Kill 'Em All)» (з участю MC Eiht) — 4:28 (з 1990-Sick)
12. «Sucka Ass Niggas» (з участю G-Nut) — 3:20 (з 1990-Sick)
13. «Young Nigga» — 5:00 (з Spice 1)
14. «Dumpin' 'Em in Ditches» — 4:05 (з 187 He Wrote)
15. «Nobody Want Work» — 4:18
16. «Hard to Kill» (з участю Method Man) — 4:07 (з AmeriKKKa's Nightmare)
17. «187 Pure» — 3:38 (з Spice 1)
18. «Wanna Be a G» — 3:23 (з The Black Bossalini)

## Семпли
- «Welcome to the Ghetto»
  - «Inner City Blues» у вик. Марвіна Ґея
  - «No One's Gonna Love You» у вик. Джиммі Джема й Террі Льюїса

- «Dirty Bay»
  - «Sittin' On the Dock of the Bay» у вик. Отіса Реддінґа

- «In My Neighbourhood»
  - «Reach for It» у вик. Джорджа Д'юка

- «Sucka Ass Niggas»
  - «Sucker M.C.'s» у вик. Run-D.M.C.

## Чартові позиції
| Чарт (1998)               | Найвища позиція |
| ------------------------- | --------------- |
| US Top R&B/Hip-Hop Albums | 82              |